# Apollo 17
Apollo 17 var i december 1972 den elfte bemannade uppskjutningen i Nasas Apolloprogram, och var den sjätte och sista månlandningen i programmet. Den var även Nasas första nattuppskjutning.
Apollo 17 landade öster om Mons Argaeus i Taurus-Littrow-dalen, intill Mons Vitruvius och söder om kratern Littrow.
Apollo 17 hade, liksom Apollo 15 och Apollo 16, med sig en eldriven månbil så att astronauterna kunde göra milslånga expeditioner på månen. Sammanlagt färdades astronauterna 35 kilometer under 22 timmar med den medhavda månbilen.
På väg till månen tog besättningen det berömda fotot "Den blå pärlan".

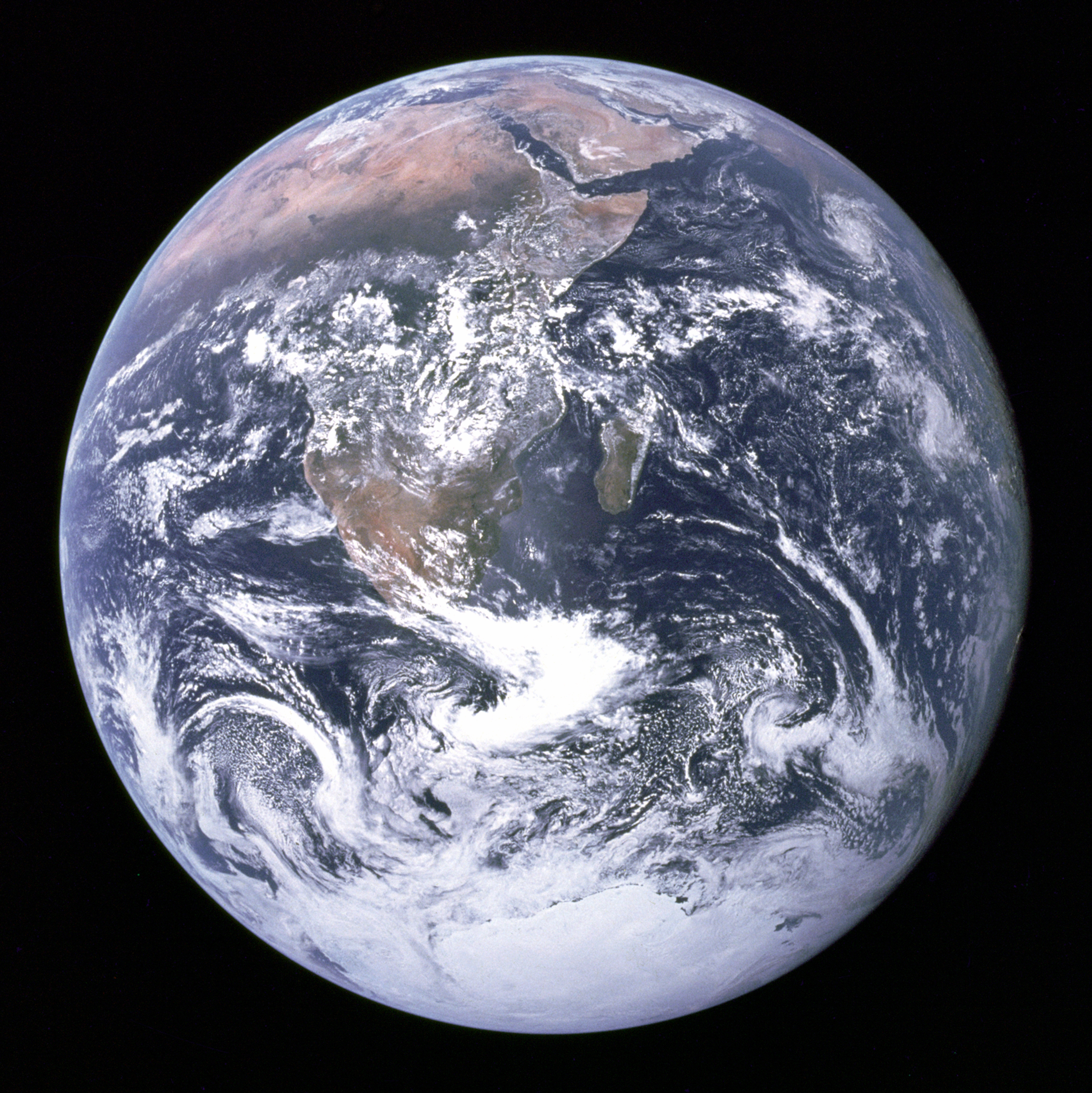
Den blå pärlan
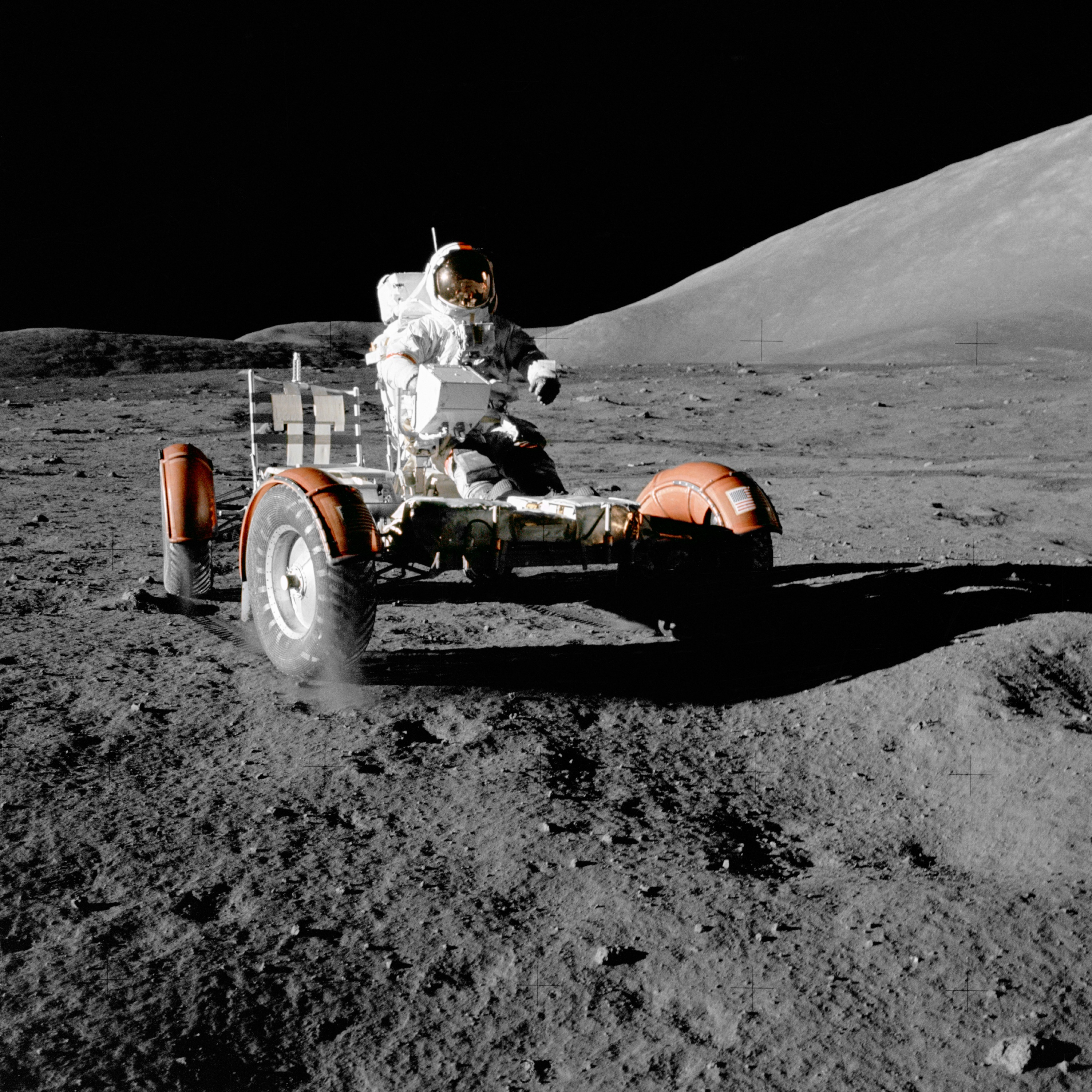
Eugene A. Cernan under Apollo 17
- "I was strolling on the Moon one day" video

## Besättning
- Eugene Cernan, befälhavare.[3] Cernan är fortfarande den som senast satt sin fot på månytan.[4]
- Ronald E. Evans[4], pilot för kommandomodulen
- Harrison Schmitt[4], pilot för månlandaren

### Reservbesättning
- John W. Young, befälhavare
- Stuart Roosa, pilot för kommandomodulen
- Charles Duke, pilot för månlandaren

## Väckningar
Under Geminiprogrammet började NASA spela musik för besättningar och sedan Apollo 15 har man varje "morgon" väckt besättningen med ett musikstycke, särskilt utvalt antingen för en enskild astronaut eller för de förhållanden som råder.